# Kensington Market

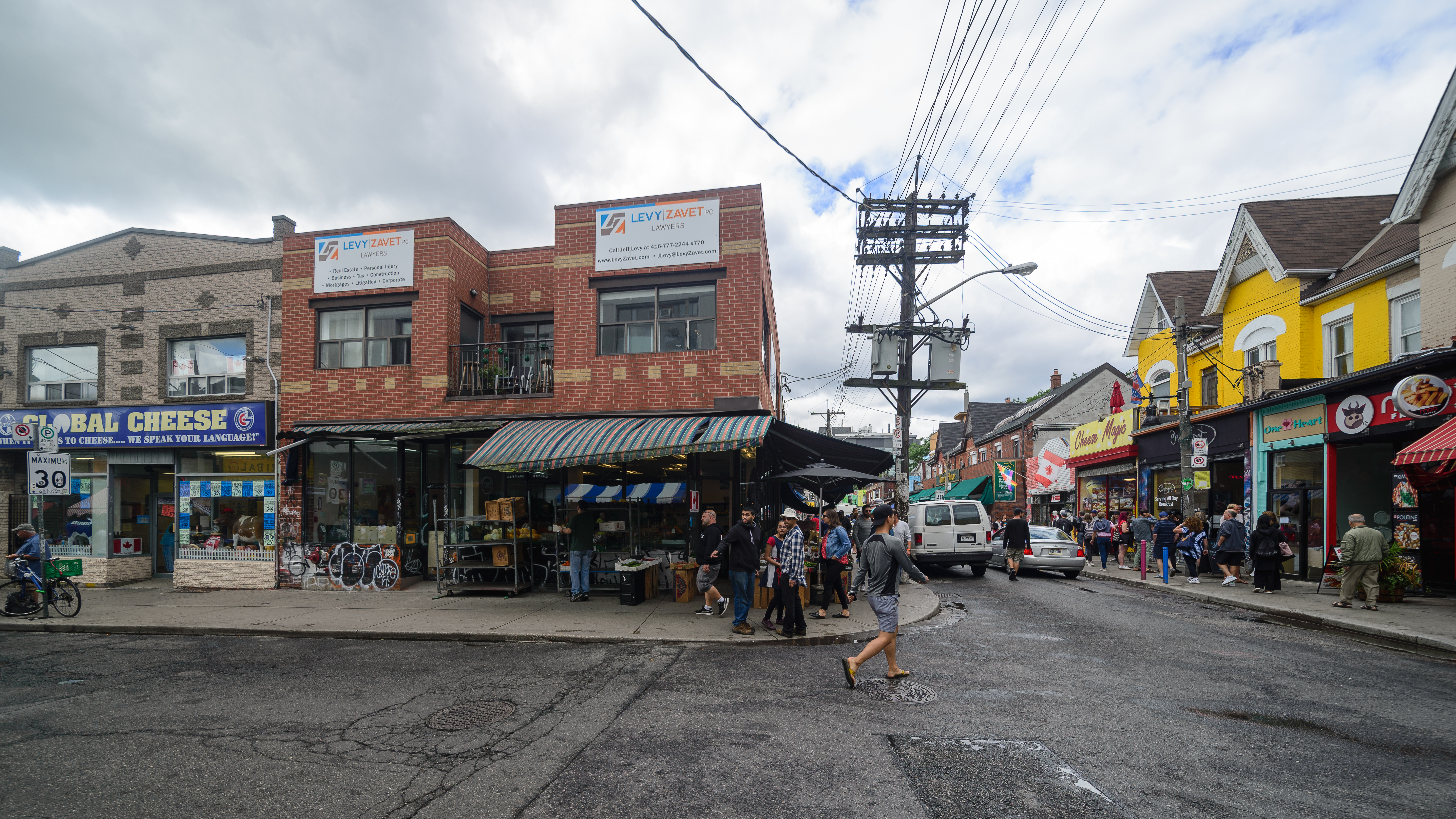

Kensington Market è un quartiere multiculturale a Toronto in Canada. A novembre 2006 è stato designato come sito storico nazionale del Canada.
Confina approssimativamente con College St. a nord, Spadina Avenue a est, Dundas Street a sud e Bathurst Street a ovest.
la maggior parte dei negozi e dei bar si trovano su Augusta Ave., Nassau St., Baldwin St., e Kensington Ave. L'area residenziale è in stile vittoriano e vi è presente anche l'ospedale Occidentale di Toronto.